# Joseph Goldstein (écrivain)
Pour l’article homonyme, voir Joseph Goldstein.
Joseph Goldstein (né le 20 mai 1944) est l'un des premiers enseignants américains de la méditation vipassana,.
Il est auteur de nombreux ouvrages populaires sur la méditation bouddhique.
Il a été cofondateur de l'Insight Meditation Society (en) (IMS) avec Jack Kornfield et Sharon Salzberg,, et est instructeur résident à l'IMS où il forme les professeurs de méditation.
Il dirige également des retraites de méditation vipassana (« vue profonde ») et metta (« amour bienveillant ») dans le monde entier.

## Biographie
Joseph Goldstein naît en 1944 et grandit dans les montagnes Catskill de l'État de New York.
En 1965 il est diplômé du collège Columbia de New York (spécialité philosophie) et entre dans le Corps de la paix américain. Il est envoyé en Thaïlande, où il commence à s'intéresser au bouddhisme. Il se rend ensuite en Inde, où il passe les sept années suivantes à étudier et pratiquer différentes formes de méditation bouddhique avec des maîtres réputés d'Inde, de Birmanie et du Tibet.
Son premier maître de méditation est Anagarika Munindra (en), rencontré à Bodhgaya en 1967.
Il médite ensuite sous la direction de S. N. Goenka, venu à Bodhgaya en 1970, de Dipa Ma, et du Vénérable Sayadaw U Pandita.
En 1974, il retourne aux États-Unis et commence à enseigner la méditation à la Naropa University fondée par Chögyam Trungpa Rinpoché à Boulder (Colorado), où il conduit depuis cette époque des retraites vipassana et metta ouvertes aux méditants du monde entier.
En 1975, il cofonde l'IMS à Barre (Massachusetts) avec Jack Kornfield et Sharon Salzberg, et en 1991 il participe à la création du Barre Center for Buddhist Studies.
Au début des années 1990, il étudie la méditation avec Tulku Urgyen Rinpoché et Nyoshül Khenpo Rinpoché.
Il est cofondateur en 1998 de l'IMS Forest Refuge,, où sont organisées des retraites spirituelles de longue durée.

## Pratique méditative
Joseph Goldstein a vécu des réalisations authentiques de l'« absence d'origine » (anutpāda) ainsi qu'une expérience de non-soi (anātman),.
Il effectue presque chaque année une retraite spirituelle de trois mois. Il dit que la paix et le bonheur que nous éprouvons sont liés à la qualité de notre esprit, pas à nos possessions.
Bien que la majorité des publications de Goldstein se proposent principalement d'initier les occidentaux aux concepts, pratiques et valeurs du Theravada, son ouvrage One Dharma, publié en 2002, explore la possibilité de créer un cadre intégrant les traditions du theravada, du bouddhisme tibétain et du bouddhisme zen.

### Ouvrages en anglais
- Insight Meditation : The Practice of Freedom, Shambhala, 1993, 208 p. (ISBN 978-0877738954).
- Joseph Goldstein et Jack Kornfield, Seeking the Heart of Wisdom : The Path of Insight Meditation, Shambhala, 2001 (ISBN 978-1570628054).
- One Dharma : The Emerging Western Buddhism, HarperOne, 2002, 224 p. (ISBN 978-0062517005).
- Joseph Goldstein et Sharon Salzberg, Insight Meditation : A Step-by-step Course on How to Meditate, Sounds True, 2002 (ISBN 978-1564559067).
- A Heart Full of Peace, Wisdom Publications, 2007, 125 p. (ISBN 978-0861715428, lire en ligne).
- Mindfulness : A Practical Guide to Awakening, Sounds True, 2013 (ISBN 978-1622030637).
- The Experience of Insight : A Simple and Direct Guide to Buddhist Meditation, Shambhala, 2020, 202 p. (ISBN 978-1611808162, lire en ligne).

### Ouvrages traduits en français
- L'Expérience de la clarté intérieure : Un Guide Simple et Direct de la Méditation Bouddhique, Adyar, 2015, 224 p. (ISBN 978-2850003035).
- La Pleine Conscience : Un guide vers l'éveil  (trad. de l'anglais par Jeanne Schut), Louvain-la-Neuve (Belgique)/impr. en Belgique, De Boeck Supérieur, 2017, 256 p. (ISBN 978-2807307391, lire en ligne).
- Le Chemin vers l'Eveil : Progresser sur la voie de la pleine conscience  (trad. de l'anglais par Jeanne Schut), Louvain-la-Neuve (Belgique)/impr. en Belgique, De Boeck Supérieur, 2017, 222 p. (ISBN 978-2807311800, lire en ligne).

### Entretiens avec Joseph Goldstein
- (en) Gail Andersen Stark, Creating a Life of Integrity : In Conversation with Joseph Goldstein, Wisdom Publications, 2020 (ISBN 978-1614292791).

### Etudes
- (en) Tony Schwartz, What Really Matters : Searching for Wisdom in America, Bantam Books, 1995, 472 p. (ISBN 978-0553093988).
- (en) Emily Sigalow, American JewBu : Jews, Buddhists, and Religious Change, Princeton University Press, 2022, 280 p. (ISBN 978-0691228051, lire en ligne).